# River Monnow
Der River Monnow (walisisch Afon Mynwy) ist ein Fluss im Südwesten von Herefordshire (England) und im Osten von Monmouthshire in Wales. Der walisische Name des Flusses „Myn-wy“ bedeutet schnelles Wasser. Die gesamte Länge des Flusses beträgt etwa 42 km.

## Grenzfluss
Für einen Großteil seiner geringen Länge bildet der Monnow die Grenze zwischen England und Wales, bevor er in Monmouth in den River Wye mündet. Der Wye ist von dort an, bis zu seiner Mündung in den Severn bei Chepstow, ebenfalls zur Hälfte englisch. In Monmouth führt eine mittelalterliche Steinbogenbrücke, die Monnow Bridge, über den Fluss.

## Quelle in den Black Mountains
Der Fluss entspringt den nordöstlichen Hängen des 677 m hohen Berg Hay Bluff, in der Nähe des Offa’s Dyke Path, circa 3 km westlich von Craswall, auf der englischen Nordostseite der Black Mountains. Von dort fließt er nach Süden und nimmt die Zuflüsse Escley Brook, Olchon Brook bei Clodock und Afon Honddu von der walisischen Seite der Black Mountains, nahe  Pandy, auf. Danach richtet sich der Fluss kurz gegen Osten, bevor er wieder nach Süden fließt. Bei Monmouth mündet er, wie 500 m weiter auch der Trothy, in den River Wye. Der 65 km lange Wanderweg Monnow Valley Walk folgt dem Fluss.

## Bachforellen
Der Monnow war einst für seinen Reichtum an Bachforellen bekannt; zwischen den Orten Pontrilas und Skenfrith wurden Rekordfänge erzielt. Während des 20. Jahrhunderts, besonders seit den 1960er Jahren, war jedoch ein wesentlicher Rückgang des Fischbestandes zu verzeichnen. In jüngerer Zeit erholte sich der Bestand dramatisch, so dass das Einzugsgebiet des Monnow wieder zu den besten Angelgebieten in England und Wales zählt, und sogar für den Bestand an Äschen (Lachs) bekannt wurde. Eine in Monmouth erstellte Fischtreppe erlaubt es Wanderfischen, ein zuvor unüberwindbares Wehr zu passieren. Lachse und Forellen haben so wieder Zugang zum Großteil des Einzugsgebiets des Flusses, und 2008 wurden nach langer Zeit an einem Wehr in Kentchurch wieder springende Lachse gesichtet. Die Monnow Rivers Association hat durch ihre Arbeit an der Verbesserung der Lebensräume im Einzugsgebiet einen großen Anteil an der positiven Entwicklung der Fischbestandes und den Bedingungen zum Angeln, insbesondere durch ihre Aufforderung an die Angler, einen hohen Anteil der gefangenen Fische wieder sicher ins Wasser zu setzen.